# Onder de Groene Linde
Onder de Groene Linde is een reeks radioprogramma's en boeken van de Nederlandse volkskundige en presentator Ate Doornbosch. De reeks heeft Nederlandse volksliedjes als centraal thema. Het was een van de langstlopende programma's op de Nederlandse radio. 
Het programma liep van 1957 tot 1994 en telde 1370 afleveringen. Er waren in totaal zo'n 5000 liedjes. Het programma werd tot 1966 door de VARA uitgezonden en daarna door de NOS. Naast eigen opnames maakte Doornbosch ook gebruik van de volksmuziek-archieven van de VRT en van de opnames van Herman Dewit van de Vlaamse folkgroep 't Kliekske. 
Muzikale bands uit Nederland als Fungus en Wolverlei maakten voor hun liedkeuze uitgebreid gebruik van opnames uit het archief van Onder de Groene Linde.